# Gedenkhalle Oberhausen

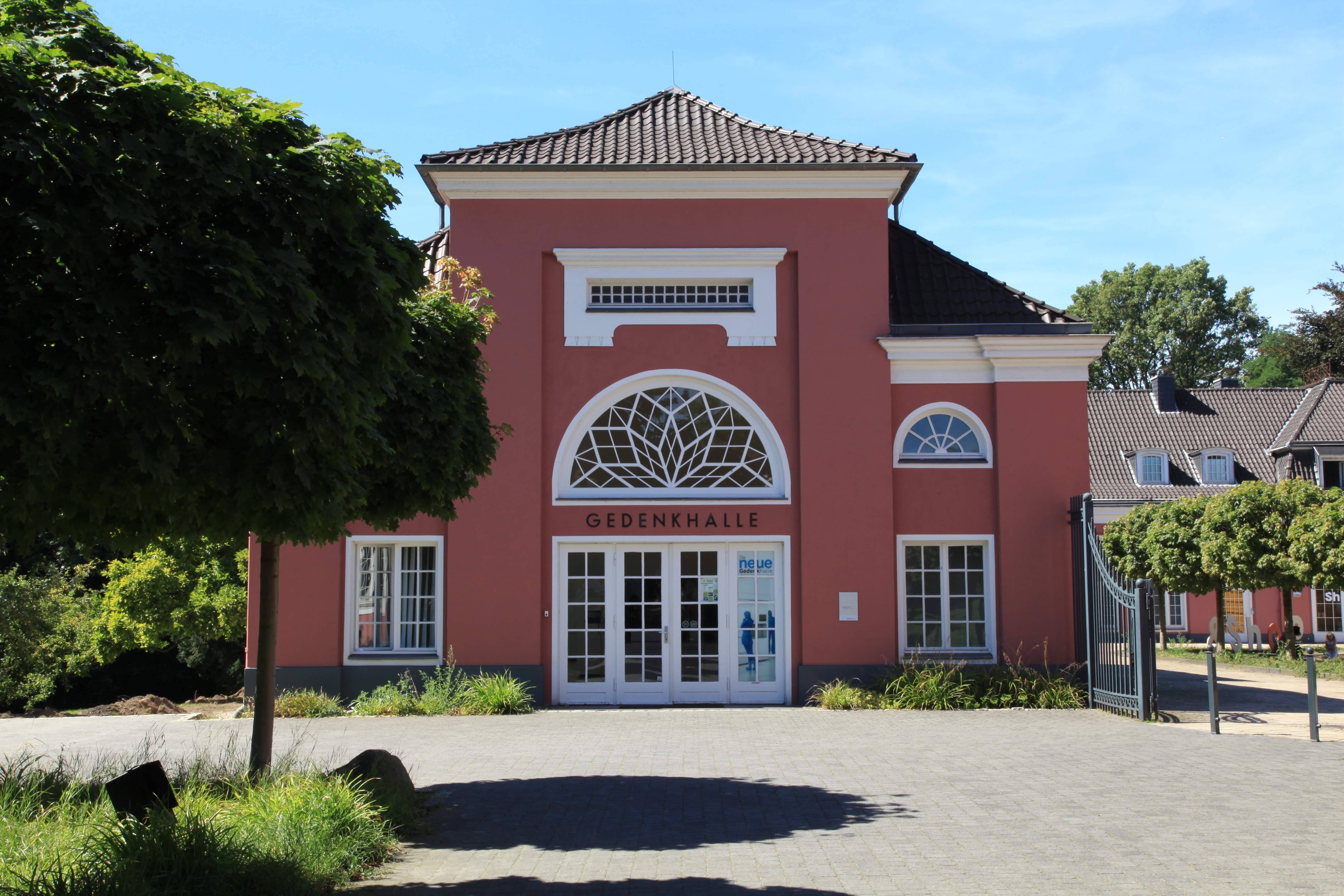
Gedenkhalle Oberhausen

Die Gedenkhalle Oberhausen ist eine 1962 gegründete städtische Gedenkstätte in Oberhausen für die Opfer des Nationalsozialismus. Sie befindet sich im Schloss Oberhausen im Kaisergarten. Der inhaltliche Schwerpunkt der aktuellen, im Jahr 2010 eröffneten Dauerausstellung liegt auf der Stadtgeschichte Oberhausens im Nationalsozialismus. Die Gedenkhalle bietet Führungen und verschiedene pädagogische Angebote für Schulklassen zu NS-bezogenen Themen an. Sie publiziert seit 2013 eine Schriftenreihe zur Geschichte Oberhausens während des Nationalsozialismus. Institutionell bildet die Gedenkhalle eine Einheit mit dem Bunkermuseum Oberhausen.

## Geschichte

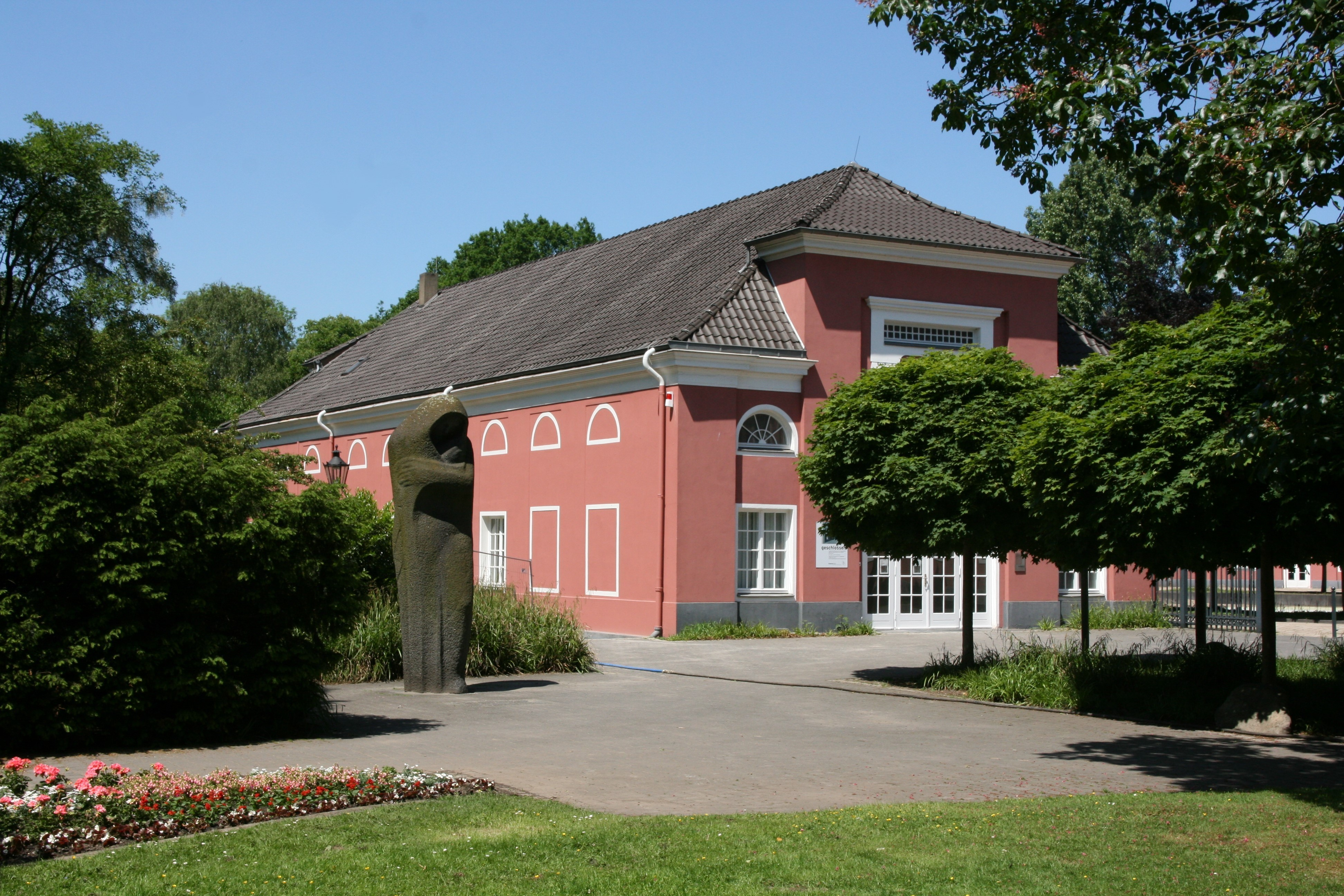
Gedenkhalle und Skulptur „Die Trauernde“

Die Gedenkhalle wurde im Zuge der Feierlichkeiten zum 100. Jubiläum der Stadt Oberhausen am 2. September 1962 eröffnet. Zur Eröffnung hatte die Stadt ehemalige jüdische Oberhausener, die vor der Verfolgung fliehen mussten, aus aller Welt eingeladen. Die Entstehung der Gedenkhalle resultierte aus zwei kommunalen, ursprünglich voneinander unabhängigen, Gedenkinitiativen der Oberhausener CDU und SPD. Erstere stellte bereits im Jahr 1956 einen Antrag „auf Errichtung eines Ehrenmals zum Gedenken an die Opfer der beiden Weltkriege“. Letztere zog im Jahr 1959 nach und forderte, zwei Räume im Gedenken an die Opfer des Nationalsozialismus im Oberhausener Schloss einzurichten. Als Opfer des Nationalsozialismus verstand man – typisch für die 1950er und 1960er Jahre – sowohl KZ-Häftlinge als auch die von alliierten Luftangriffen auf das Ruhrgebiet betroffene deutsche Zivilbevölkerung und Flüchtlinge aus den Ostgebieten des Deutschen Reiches. Die zum Ensemble gehörige Gedenkskulptur „Die Trauernde“ von Willy Meller trägt seit 1963 eine Inschrift, die diesem Gedanken Ausdruck verleiht: „Zum Gedenken - an die Opfer - der Kriege – der Unfreiheit – der Vertreibung“. Problematisch an „Der Trauernden“ sind nicht nur die Gleichsetzung der Opfergruppen, der Fokus auf die deutsche Opferschaft in der Widmung und ihre christliche Ikonographie. Kritisch zu betrachten ist der Künstler Willy Meller selbst, da er sich zuvor an zahlreichen Großbauprojekten der Nationalsozialisten beteiligt hatte, darunter Skulpturen für die NS-Ordensburgen Vogelsang und Krössinsee sowie das Berliner Reichssportfeld.

### Dauerausstellung seit 1988
Generalüberholt wurde die Dauerausstellung erstmals im Jahr 1988. Am 9. November, zum 50. Jahrestag der Novemberpogrome von 1938, wurde sie unter dem Titel „Widerstand und Verfolgung in Oberhausen 1933 bis 1945“ in der Gedenkhalle eröffnet. Der Fokus auf die Themenfelder Widerstand und Verfolgung lässt sich in den 1980er Jahren in mehreren NS-Gedenkstätten nachweisen. Besonders hervorgehoben wurde im Falle der Oberhausener Ausstellung von 1988 der Arbeiter-Widerstand. Die kapitalismuskritisch beeinflusste Auseinandersetzung mit Oberhausener „Tätern“ galt im Besonderen der Rolle von Industriellen als Steigbügelhalter der Nationalsozialisten bei der Machtübernahme 1933. Als prominentes Beispiel hierfür wurde der zwischen 1909 und 1945 amtierende Vorstandsvorsitzende der Gutehoffnungshütte Paul Reusch angeführt.
Deutschlandweite Diskussionen über die deutsche Erinnerungskultur und daraus resultierende neue Stoßrichtungen in der Geschichtswissenschaft führten in Oberhausen in den 2000ern zu einer vermehrten Kritik der Ausstellungsinhalte. Kritisiert wurden die eindimensionale Darstellung von Handlungs- und Verhaltensspektren entlang der Dichotomie „Widerstand und Verfolgung“, die unangemessene Würdigung der Shoah und der entkontexualisierte Gebrauch von Quellen, insbesondere von historischen Fotografien.

### Aktuelle Dauerausstellung seit 2010
Da die Dauerausstellung von 1988 schließlich „in vielerlei Hinsicht in die Jahre gekommen“ war, beschloss der Oberhausener Kulturausschuss auf Anregung des Leiters der Gedenkhalle Clemens Heinrichs im Februar 2005 ihre Neukonzeption. Ziel dieser Neukonzeption war die Angleichung der Ausstellung an den aktuellen Stand der Geschichtswissenschaft und Gedenkstättenpädagogik.
Dem daraufhin gebildeten Oberhausener Beirat gehörten „Vertreter der Oberhausener Museen, der drei Oberhausener historischen Vereine, der Jüdischen Gemeinde, der beiden christlichen Kirchen, die VVN Oberhausen, aber auch externe Vertreter aus Gedenkstätten und Wissenschaft“ an. Diesem folgte ein wissenschaftlicher Fachbeirat, der in Teilen personell mit dem Vorgängerbeirat identisch war und auf den Vorgaben dieses ersten, kommunal geprägten Beirats aufbaute. In der Folge beschied der wissenschaftliche Beirat eine dreigeteilte thematische Schwerpunktsetzung der Ausstellung (Stadtgeschichte im NS, Zwangsarbeit im Ruhrgebiet, Erinnerungskultur in Oberhausen).
Die vom Büro hg merz architekten museumsgestalter aus Stuttgart gestaltete Dauerausstellung wurden im Dezember 2010 in der umgebauten Gedenkhalle eröffnet. Sie widmet sich einer Reihe bisher vernachlässigter Aspekte, wie der Geschichte von marginalisierten Verfolgtengruppen und den vielfältigen zwischen Anpassung, Täterschaft und Widerstand rangierenden Verhaltensweisen der lokalen Bevölkerung.
Von Teilen der VVN BdA NRW wurde die an den Grundsätzen des „Beutelsbacher Konsens“ orientierte Ausstellung als „emotionsfreie Zone“ kritisiert, die den Oberhausener Widerstandskämpfern und der Kollaboration des Industriellen Paul Reusch mit den Nationalsozialisten zu wenig Aufmerksamkeit schenke.
Anlässlich des 50. Bestehens der Gedenkhalle im Jahr 2012 gab die Gedenkhalle einen umfassenden Katalog in Ergänzung der Dauerausstellung heraus, der das Wissen um weitere bislang marginalisierte Opfergruppen in Oberhausen erweiterte.

## Publikationen
- Clemens Heinrichs (Hg.): Eine – reine – keine Stadtgesellschaft. Oberhausen im Nationalsozialismus 1933 bis 1945. Oberhausen 2012.
- Katrin Dönges: Zerstörte Zukunft. Die Deportation der Oberhausener Juden nach dem Pogrom. Oberhausen 2013.
- Clemens Heinrichs (Hg.): Iwan Tkatsch alias Alex Boiko. Erinnerungen eines ukrainischen Zwangsarbeiters. Oberhausen 2015.
- Stadt Oberhausen (Hg.): Marlene Dietrich. Die Diva. Ihre Haltung. Und die Nazis. Oberhausen 2016.